# Arnaud Jouffroy
Arnaud Jouffroy (ur. 21 lutego 1990 w Senlis) – francuski kolarz górski, szosowy i przełajowy, dwukrotny medalista mistrzostw świata i mistrz Europy MTB, a także dwukrotny medalista przełajowych mistrzostw świata.

## Kariera
Pierwszy sukces w karierze Arnaud Jouffroy osiągnął w 2007 roku, kiedy został wicemistrzem Europy w kategorii juniorów w kolarstwie przełajowym. Na rozgrywanych rok później przełajowych mistrzostwach świata w Treviso w tej samej kategorii wiekowej zdobył złoty medal. Kolejny medal w tej dyscyplinie zdobył podczas przełajowych mistrzostw świata w Taborze w 2010 roku, gdzie zwyciężył w kategorii U-23. Jednocześnie odnosił sukcesy w kolarstwie górskim. Na mistrzostwach świata MTB w Val di Sole w 2008 roku francuska sztafeta w składzie: Jean-Christophe Péraud, Arnaud Jouffroy, Laurence Leboucher i Alexis Vuillermoz zdobyła złoty medal. Na tej samej imprezie Jouffroy zdobył indywidualnie srebrny medal w rywalizacji juniorów. Na mistrzostwach Europy MTB w St. Wendel w 2008 roku razem z kolegami sięgnął po złoty medal w sztafecie. Startuje także w wyścigach szosowych, jednak bez większych sukcesów. Nie brał udziału w igrzyskach olimpijskich.